# Brooke Harman
Brooke Harman (Condado de Orange, California; 18 de agosto de 1985) es una actriz australiana-estadounidense, más conocida por haber interpretado a Kate Monk en la serie Headland.

## Biografía
Nació en el Condado de Orange, California y se mudó a Brisbane, Queensland cuando era pequeña. Es hija de un estadounidense y la australiana Carrie Harman, tiene tres hermanos menores, Beau Harmanun, Paige Harman y la actriz Demi Harman. Su apellido es a veces conocido como Harmon (o también Harmen).
Está casada con el actor y director australiano Jeffrey Walker, con quien tiene dos hijos: Boston Scott Walker (24 de junio de 2013) y Ace Jackson Walker (24 de junio de 2015).

## Carrera
Obtuvo su primer papel televisivo cuando tenía diez años en la serie de televisión infantil The Wayne Manifesto.
Ha aparecido como invitada en varios programas de televisión entre ellos Home and Away, All Saints, White Collar Blue, Beastmaster, Flipper y en The Sleepover Club.
En el 2003 apareció en la película Ned Kelly y protagonizó la serie Pirate Island.
Prestó su voz para Silvy Lewis en la serie de dibujos animados de la Paramount Till Human Voices Wake Us la cual protagonizaron los actores Guy Pearce y Helena Bonham Carter.
Brooke apareció en la serie juvenil Pirate Islands, y fue miembro permanente del reparto de la serie The Secret Life of Us un año antes de que este fuese cancelado. También interpretó a Kate Monk en la serie dramática australiana headLand.
En el 2012 se unió al elenco recurrente de la segunda temporada de la serie Dance Academy donde interpretó a la maestra de baile Saskia Duncan, una exbailarina del National Dance Academy que fue nombrada Prima Ballerina de la Compañía Nacional de Ballet que sufre una lesión mientras bailaba El Pájaro de Fuego la cual la aleja de los escenarios hasta el final de la serie en el 2013.
En marzo del 2014 se anunció que Brooke aparecería en la serie Banished donde dará vida a Deborah, la serie fue estrenada en el 2015.

## Filmografía

### Series de televisión
| Año       | Título                    | Personaje        | Notas                                |
| --------- | ------------------------- | ---------------- | ------------------------------------ |
| 2015      | Banished                  | Deborah          | -                                    |
| 2012-2013 | Dance Academy             | Saskia Duncan    | 16 episodios                         |
| 2010      | Rake                      | Bec Chandler     | episodio "R vs Chandler"             |
| 2010      | Spartacus: Blood and Sand | Licinia          | 3 episodios                          |
| 2009      | Sea Patrol                | Jessica Taylor   | episodio "Half Life"                 |
| 2007      | Spy Shop                  | Jessica Jenkins  | 3 episodios                          |
| 2005-2006 | HeadLand                  | Kate Monk        | 58 episodios                         |
| 2004-2005 | The Secret Life of Us     | Bree Sanzaro     | 20 episodios                         |
| 2003      | The Sleepover Club        | Sam              | episodio "Blind Date"                |
| 2003      | White Collar Blue         | Joy Garret       | episodio # 2.10                      |
| 2003      | Pirate Island             | Kate Redding     | 26 episodios                         |
| 2002      | Mcleod's Daughters        | Skye Harding     | episodio "Blame It on the Moonlight" |
| 2001      | All Saints                | Tamara Morgan    | episodio "Close to Home"             |
| 2000      | Flipper                   | Emma             | episodio "Prodigal Father"           |
| 1999      | BeastMaster               | Princesa Jessica | episodio "The Last Unicorns"         |
| 1999      | Home and Away             | Hope Benedict    | 2 episodios                          |
| 1998      | Misery Guts               | Tracy            | -                                    |
| 1997      | Roar                      | Amalia           | episodio "Tash"                      |
| 1996-1997 | The Wayne Manifesto       | Rosie            | -                                    |

| Año  | Título                       | Papel                      | Notas                    |
| ---- | ---------------------------- | -------------------------- | ------------------------ |
| 2000 | Max Knight: Ultra Spy        | Lindsay                    | Película para televisión |
| 2000 | Stepsister from Planet Weird | Jill                       | Película para televisión |
| 2001 | Finding Hope                 | Bonnie                     | Película para televisión |
| 2002 | Till Human Voices Wake Us    | Silvy Lewis                |                          |
| 2003 | Tempted                      | Jamie                      | Película para televisión |
| 2003 | Ned Kelly                    | Maggie                     |                          |
| 2009 | Crush                        | Clare                      |                          |
| 2010 | Cockroach                    | Sera                       |                          |
| 2012 | Jack Irish: Black Tide       | Recepcionista de Transquik |                          |